# Ferrovia Mungivacca-Putignano
La ferrovia Mungivacca–Putignano è una linea ferroviaria gestita dalle Ferrovie del Sud Est che collega il quartiere Mungivacca di Bari a Putignano. 
È indicata dal gestore come linea 1 bis in quanto rappresenta un percorso alternativo passante per Casamassima, alternativo alla linea 1 Bari-Taranto che passa per Conversano, dalla quale questa linea ha origine (Mungivacca) e termine (Putignano).

## Storia
I primi progetti per una strada ferrata che servisse l'entroterra barese risalgono al 1868, quando l'ingegnere Michele Lofoco progettò una linea che collegasse Bari, Putignano, Gioia del Colle, Brindisi, Alberobello e Locorotondo; pochi anni dopo (1871) l'ingegner Giorgio De Vincentiis propose al Consiglio provinciale di Bari la costruzione di una linea Bari-Capurso-Putignano-Martina Franca.
Nel 1884 si costituì un consorzio tra i comuni interessati alla ferrovia, che commissionarono all'ingegner Eugéne Vilers (direttore d'esercizio della tranvia Bari-Barletta) un progetto di massima per la sua realizzazione: tale progetto, presentato nel 1886, prevedeva una linea principale tra Bari e Putignano, una linea diramantesi dalla precedente tra Capurso e Putignano e una terza sezione tra Putignano e Locorotondo per complessivi 106,751 km e trazione a vapore.
Il 22 febbraio 1896 la società inglese The Subventioned Railways Corporation Ltd., con sede a Londra e rappresentanze a Roma e Bari, ottenne l'approvazione della concessione per la costruzione e l'esercizio della ferrovia Bari-Locorotondo, con diramazioni Capurso-Putignano, che riprendeva i progetti di De Vincentiis e Vilers. Della società britannica erano rappresentanti Domenico Mattei, imprenditore di Livorno, e Giuseppe Regazzoni, finanziere comasco; maggior socio della società era il marchese livornese Alfonso de Ghantuz Cubbe.
Il progetto fu successivamente rivisto, diramando la linea da Mungivacca e transitando per Carbonara di Bari e Ceglie del Campo: nell'agosto 1905 furono effettuati i collaudi, e la linea Mungivacca-Casamassima-Putignano aprì all'esercizio il successivo 6 settembre. L'insufficiente traffico della linea e gli oneri di costruzione fecero sì che la società gerente entrasse in difficoltà finanziarie, aggravate dal fallimento (avvenuto nel 1906) della banca comasca Sala Regazzoni & C., principale finanziatrice dell'azienda britannica, la quale fu dichiarata fallita il 10 ottobre 1906.
L'esercizio ferroviario fu dapprima affidato al curatore fallimentare della "Subventioned", e quindi, nel 1908, alla Società anonima delle ferrovie sussidiate, quotata dal 1913 alla Borsa di Milano. Dopo un discreto inizio, i conti sociali ritornarono in rosso, tanto da portare nel 1918 al commissariamento dell'azienda; l'anno successivo il pacchetto azionario di maggioranza fu acquistato dalla Banca Italiana di Sconto, la quale lo cedette pochi anni dopo all'avvocato Ugo Pasquini.
Il 6 agosto 1931 si costituì a Roma la Società Anonima Italiana per le Ferrovie del Sud Est, la quale incorporò il successivo 30 settembre la Società anonima italiana per le ferrovie salentine e la Società anonima delle ferrovie sussidiate e nel 1933 mediante un aumento di capitale attuato tramite la controllata Strade Ferrate Sarde, passò sotto il controllo dell'azienda anche la Società anonima per le strade ferrate pugliesi.
Il 14 giugno 2012 sono iniziati i lavori di elettrificazione della linea a 3000 V corrente continua, finanziati a carico del Fondo europeo di sviluppo regionale.
Nel corso del 2017 la linea è stata chiusa per il completo rinnovo dei binari e della massicciata, in ottica della futura installazione del sistema SCMT, alla completa automazione di tutti i passaggi a livello e al completamento dell'elettrificazione, con l'obiettivo di far circolare treni elettrici per offrire una rete interoperabile e più sostenibile dal punto di vista ambientale, grazie a un investimento finanziario complessivo di 80 milioni di euro: tutto ciò per la messa in sicurezza e l'ammodernamento dell'anello ferroviario di Bari (linee 1 bis e 1 fino a Putignano, cioè le tratte in ambito metropolitano). Nel corso del 2018 è ripresa la circolazione dei treni sull'intera linea. 
Dal 16 settembre 2019 su questa linea debutta il primo treno elettrico delle Ferrovie del Sud Est.
Dal 3 agosto 2020 nei primi 12 km della linea tra Mungivacca e Adelfia è stato arrivato il Sistema Controllo Marcia Treno, che fornisce il controllo della velocità massima, istante per istante, in relazione ai vincoli posti dai segnali luminosi presenti lungo la linea, dalle caratteristiche dell'infrastruttura e dalle prestazioni del treno, insieme a tale intervento in questa tratta sono stati automatizzati tutti i passaggi a livello. A distanza di poco meno di un anno, il 25 aprile 2021, è stato attivato il sistema SCMT sulla restante tratta tra Adelfia e Putignano, insieme a tale intervento anche sulla restante tratta sono stati automatizzati tutti i passaggi a livello, completando così l'attivazione del sistema sull'intera linea e l'intera automazione dei passaggi a livello della linea.
Grazie a queste fondamentali innovazioni tecnologiche i treni hanno potuto superare il limite di velocità di 50 km/h imposto dall'Agenzia Nazionale per la Sicurezza delle Ferrovie (ANSFISA) riducendo notevolmente i tempi di percorrenza.

## Caratteristiche
La linea, lunga 43,412 km, è una ferrovia a binario semplice e scartamento ordinario, a trazione elettrica ed interamente attrezzata con BCA e SCMT. Da settembre 2019 l'intera linea risulta elettrificata a 3000 volt in corrente continua.
La circolazione su tutta la linea è regolata dal Dirigente Centrale Operativo (DCO) con sede a Mungivacca. 
Ha una pendenza massima del 24 per mille, raggiunta nel tratto tra Turi e Putignano.

### Percorso
| Continuation backward |

| Station on track |

|  | Unknown route-map component "KRWgl" | Unknown route-map component "KRW+r" |

|  | Unknown route-map component "SKRZ-Bu" | Unknown route-map component "LSTR" |

|  | Unknown route-map component "HSTeBHF" | Unknown route-map component "LSTR" |

|  | Stop on track | Unknown route-map component "LSTR" |

|  | Station on track | Unknown route-map component "LSTR" |

|  | Stop on track | Unknown route-map component "LSTR" |

|  | Unknown route-map component "tBHFa" | Unknown route-map component "LSTR" |

|  | Unknown route-map component "tSTRe" | Unknown route-map component "LSTR" |

|  | Unknown route-map component "eBHF" | Unknown route-map component "LSTR" |

|  | Station on track | Unknown route-map component "LSTR" |

|  | Station on track | Unknown route-map component "LSTR" |

|  | Station on track | Unknown route-map component "LSTR" |

|  | Unknown route-map component "eHST" | Unknown route-map component "LSTR" |

| Unknown route-map component "CONTgq" | Unknown route-map component "ABZg+r" | Unknown route-map component "LSTR" |

|  | Station on track | Unknown route-map component "LSTR" |

|  | One way leftward | One way rightward |

La linea parte dalla stazione di Mungivacca e attraversa la Murgia Meridionale, rimanendo sempre all'interno dei confini della Città metropolitana.
Superato il parcheggio di scambio e l'area commerciale di Mungivacca, i convogli si dirigono a sud-ovest e scavalcano le lame Valenzano e Fitta per servire le ex frazioni di Carbonara e Ceglie (1 stazione e 1 fermata). Riattraversano ancora lama Fitta, in direzione sud, per raggiungere Valenzano (ancora 1 stazione e 1 fermata) e Adelfia, che ospita l'unica stazione interrata della tratta. L'ultimo tratto è orientato in direzione est e serve i popolosi centri di Casamassima, Turi e Putignano (1 fermata e 1 stazione, quella terminale).
La linea incrocia la linea Bari – Taranto nelle stazioni di Putignano e Bari-Mungivacca creando l'anello ferroviario di Bari.